# Zöblen
Zöblen é um município da Áustria, situado no distrito de Reutte, no estado do Tirol. Tem 8,78 km² de área e sua população em 2019 foi estimada em 226 habitantes.